# Mellersta Roslags domsagas tingslag
Mellersta Roslags domsagas tingslag var ett tingslag i Uppland i Stockholms län som ingick i Mellersta Roslags domsaga.
Tingslaget bildades den 1 januari 1901 (enligt beslut den 30 december 1899) då Lyhundra tingslag, Sjuhundra tingslag, Bro och Vätö tingslag samt Frötuna och Länna tingslag sammanfördes. Tingslaget upphörde 1971 och överfördes då till Norrtälje tingsrätt.

## Härader/Skeppslag
Tingslaget omfattade Bro och Vätö skeppslag, Frötuna och Länna skeppslag, Lyhundra härad och Sjuhundra härad

## Kommuner
Tingslaget bestod den 1 januari 1952 av följande kommuner:
- Blidö landskommun
- Frötuna landskommun
- Lyhundra landskommun
- Norrtälje stad
- Rimbo landskommun; från 1967
- Roslags-Länna landskommun
- Sjuhundra landskommun; till 1967